# Katie Piper

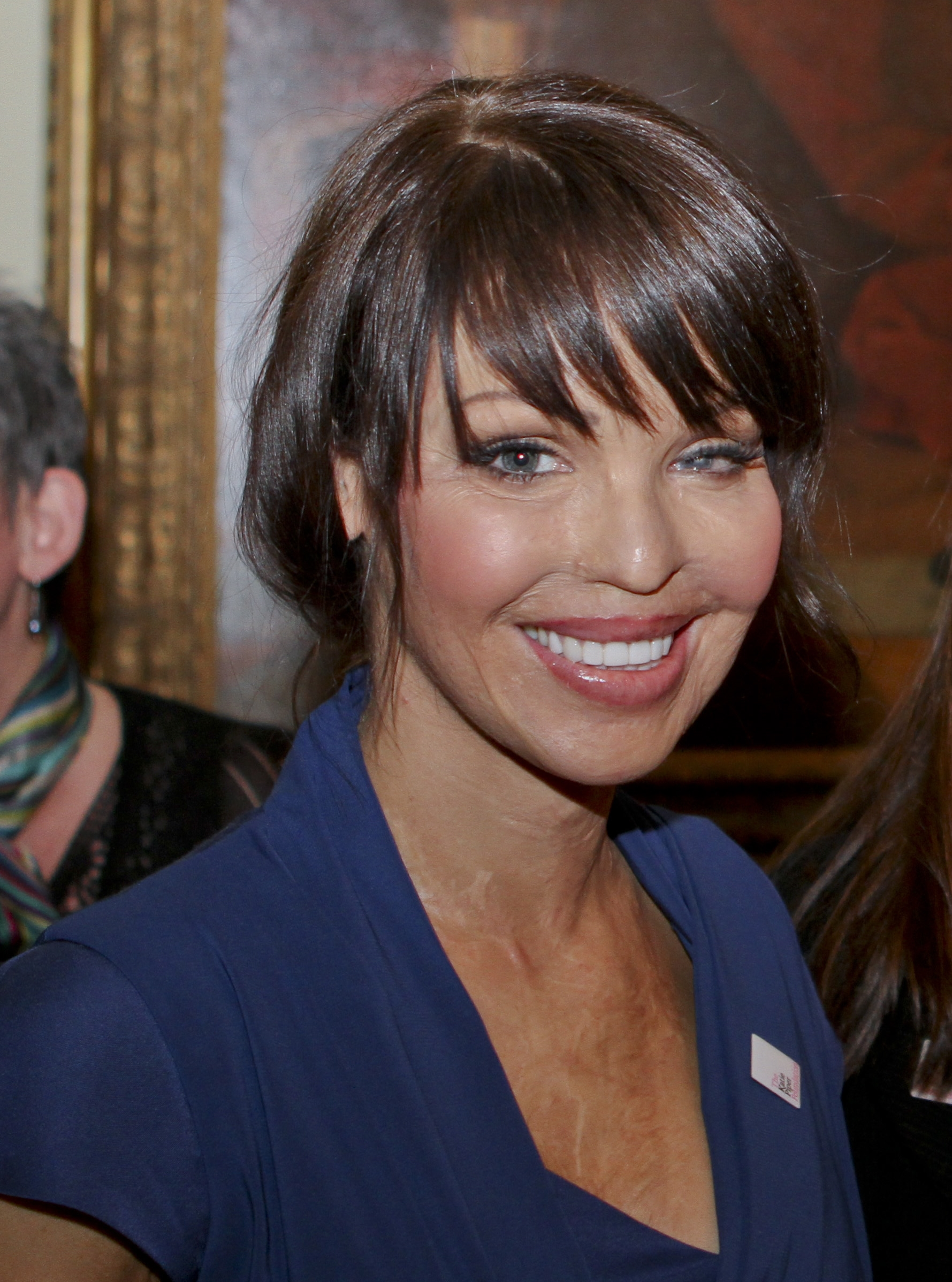
Katie Piper

Kate Elizabeth Piper (genannt Katie Piper; * 12. Oktober 1983 in Andover, England) ist eine britische Moderatorin und ein ehemaliges Model. Als Opfer eines Säureattentats 2008 war sie Gegenstand weltweiter Berichterstattung.

## Leben
Katie Piper wurde 1983 in Hampshire als Tochter von Diane und David Piper geboren. Sie hat eine jüngere Schwester und einen älteren Bruder. Als Kind besuchte sie die Harrow Way School. Später arbeitete sie im englischen Fernsehen als Moderatorin und für diverse Zeitungen auch als Model. Ihre Mutter arbeitet in einer englischen Grundschule als Lehrerassistentin und setzte sich nach dem Attentat auf ihre Tochter aktiv dafür ein, dass sie einen Job in derselben Schule bekommt. David Piper ist Geschäftsmann. Katie Piper hat eine Tochter.

## Beziehung zu Lynch und das Säureattentat
Piper lernte Daniel Lynch über eine Kontaktanzeige im Internet kennen. Die beiden begannen zu chatten und wurden anschließend ein Paar. Das Verhalten Lynchs wurde allerdings immer aufdringlicher. Eines Nachts wurde sie von ihm geschlagen, vergewaltigt und eingesperrt, nachdem sie sich geweigert hatte, mit ihm zu schlafen. Als sich Piper später dagegen sträubte, zu ihm zurückzukommen, stiftete Lynch seinen besten Freund, Stefan Sylvestre, zu einem Attentat mit Schwefelsäure an, das dieser am 31. März 2008 ausführte. Piper erzählte der Öffentlichkeit später, sie habe gespürt, wie sich ihr Gesicht auflöste. Unmittelbar nach der Attacke rannte Piper in ein Café, dessen Mitarbeiter sofort den Notarzt alarmierten. Die Säure entstellte Pipers Gesicht, ihren Hals, Brust, Oberarme und Handgelenke. Zudem wurde sie durch den Angriff auf dem linken Auge fast blind. Hinzu kamen während ihres Krankenhausaufenthaltes schlimme Auswirkungen auf ihr Atmungssystem, da sie Säure verschluckte, als sie vor Schmerzen schrie. Piper wurde mit 110 Operationen behandelt und trug lange eine Schutzmaske, um die Feuchtigkeit der Haut zu erhalten und Blasenbildung zu vermeiden.

## Verurteilung der Täter
Sylvestre und Lynch wurden beide kurz nach dem Attentat auf Piper festgenommen. Lynch gab als Motiv Eifersucht an. „Wenn ich sie nicht haben kann, dann kriegt sie keiner!“, soll er einmal gesagt haben. Lynch wurde zu zweifacher lebenslanger Haftstrafe (mit einer Mindesthaftdauer von 16 Jahren) verurteilt, Sylvestre zu einfacher lebenslanger Haftstrafe (mit einer Mindesthaftdauer von 12 Jahren).

## Auftritt in der Öffentlichkeit nach dem Attentat
Piper scheute sich nicht, der Öffentlichkeit zu präsentieren, was ihr angetan wurde, und Vergleiche zwischen dem damals hübschen und jetzt völlig entstellten Gesicht anzustellen. Nach dem Attentat hatte sie unter anderem Auftritte in der australischen Sendung 60 Minutes, im britischen Fernsehen in Live From Studio Five, Woman’s Hour, BBC Breakfast und This Morning. Am 8. Februar 2010 war Katie Piper in der Dokumentation Außergewöhnliche Menschen zu sehen. Die Sendung wurde auf RTL II ausgestrahlt.

## Karriere nach der Attacke
Nach der Entstellung ihres Gesichtes war es Piper nicht länger möglich, weiterhin als Model zu arbeiten. Ende 2009 gründete sie The Katie Piper Foundation, die sich aktiv für Brand- und Attentatsopfer, wie sie selbst eines ist, einsetzt. Außerdem schrieb sie eine Biographie, die im Jahr 2011 in englischer Sprache erschien. Des Weiteren wurde ihr ein auf zwei Jahre befristetes Arbeitsverhältnis als Moderatorin bei einem britischen Fernsehsender angeboten.
Auf einer öffentlichen Veranstaltung im September 2011 erkannte man sie nicht sofort als das Opfer eines Säureattentates, da ihre Wunden mittlerweile so gut verheilt sind, dass man diese mit Hilfe von Make-up wenig bis gar nicht mehr erkennen kann.
Seit Anfang 2014 moderiert Piper die Sendung Bodyshockers auf dem britischen Fernsehsender Channel 4. Dort befasst sie sich mit Personen, die erhebliche Veränderungen an deren Körpern vornehmen lassen und über die Auswirkungen berichten.

## Werke
- Beautiful: A beautiful girl. An evil man. One inspiring true story of courage. Ebury Press, 2011, ISBN 978-0091940768 (englisch).
- From Mother to Daughter: The Things I'd Tell My Child. Quercus, 2018, ISBN 978-1787470613 (englisch).